# Герб Бейрута
Герб Бейрута представляет собой официальную символику столицы Ливана, отражающую историческое значение и развитие города. 
Современный официальный герб Бейрута появился во второй половине XX века. Герб города представляет собой геральдический рыцарский щит французской формы. В центре щита помещено изображение парусного корабля золотого цвета. 